# 南森町駅

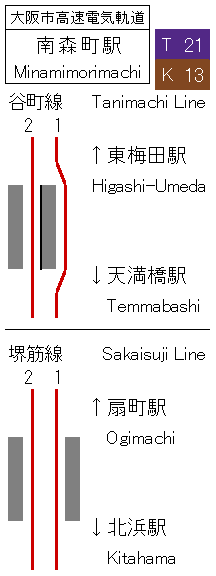
配線図

南森町駅（みなみもりまちえき）は、大阪府大阪市北区南森町二丁目にある、大阪市高速電気軌道 (Osaka Metro) の駅。

## 利用可能な鉄道路線
- Osaka Metro
  -  堺筋線 - 駅番号はK13。
  -  谷町線 -  駅番号はT21。

この他、連絡通路を通じ以下の路線にも乗換可能。
- 西日本旅客鉄道（JR西日本）
  -  JR東西線（大阪天満宮駅）－計画段階での仮称は「南森町」だった。

## 歴史
- 1967年（昭和42年）3月24日：2号線（現在の谷町線）の東梅田駅 - 谷町四丁目駅間の開通と同時に開業。
- 1969年（昭和44年）12月6日：堺筋線の駅が開業。乗換駅となる。
- 1997年（平成9年）10月10日：谷町線の新上り線ホームが使用開始。
- 2018年（平成30年）4月1日：大阪市交通局の民営化により、大阪市高速電気軌道 (Osaka Metro) の駅となる。
- 2022年（令和4年）12月25日：堺筋線ホームの可動式ホーム柵の使用を開始[2]。
- 2024年（令和6年）11月27日：谷町線ホームの可動式ホーム柵の使用を開始[3]。

## 駅構造
地下駅。谷町線は2面2線の単式ホームを、堺筋線は2面2線の相対式ホームを持つ。かつて、谷町線のホームは、現在の1番線（天王寺・八尾南方面）のホームのみを島式ホーム1面2線として使用しており進行方向に対して右側の扉が開いていたが、JR東西線開通に伴い乗降客が増加すると見込まれたため、1997年10月10日に谷町線の新しい上り線ホーム（大日方面行き）が使用開始され、大日方面行きは左側が開くようになった。
改札口は堺筋線の上下線ホームの南北双方、合計4ヵ所あり、南側のコンコースの階段から、下層にある谷町線ホームに入ることができる。
当駅は東梅田管区駅に所属しており、駅長が配置され、当駅のみの単駅管理となっている。

### のりば
| 番線         | 路線         | 行先                               |
| 谷町線ホーム | 谷町線ホーム | 谷町線ホーム                       |
| ------------ | ------------ | ---------------------------------- |
| 1            | 谷町線       | 天王寺・八尾南方面                 |
| 2            | 谷町線       | 東梅田・大日方面                   |
| 堺筋線ホーム |              |                                    |
| 1            | 堺筋線       | 堺筋本町・日本橋・天下茶屋方面     |
| 2            | 堺筋線       | 天神橋筋六丁目・北千里・高槻市方面 |

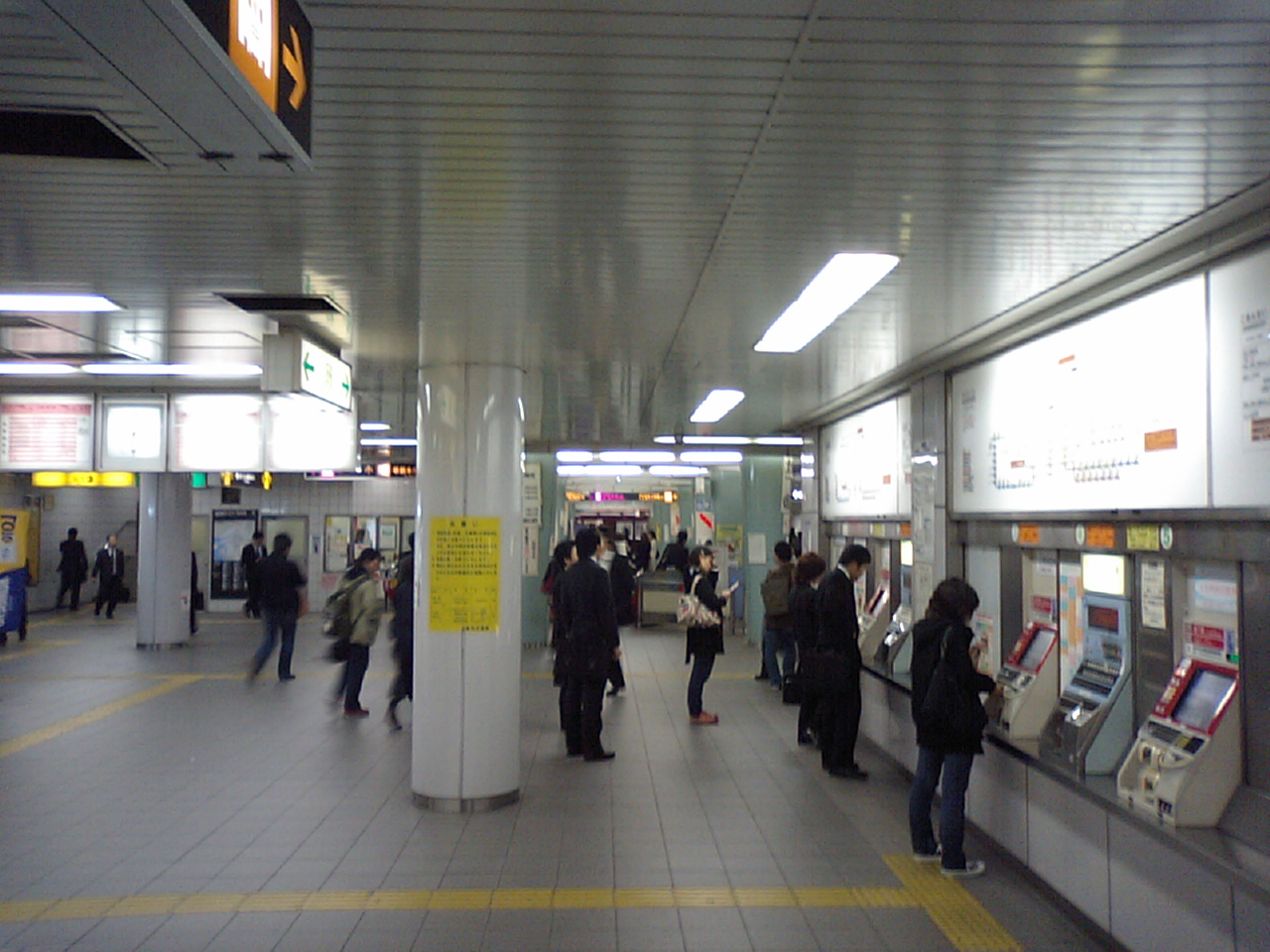
コンコース（2008年）
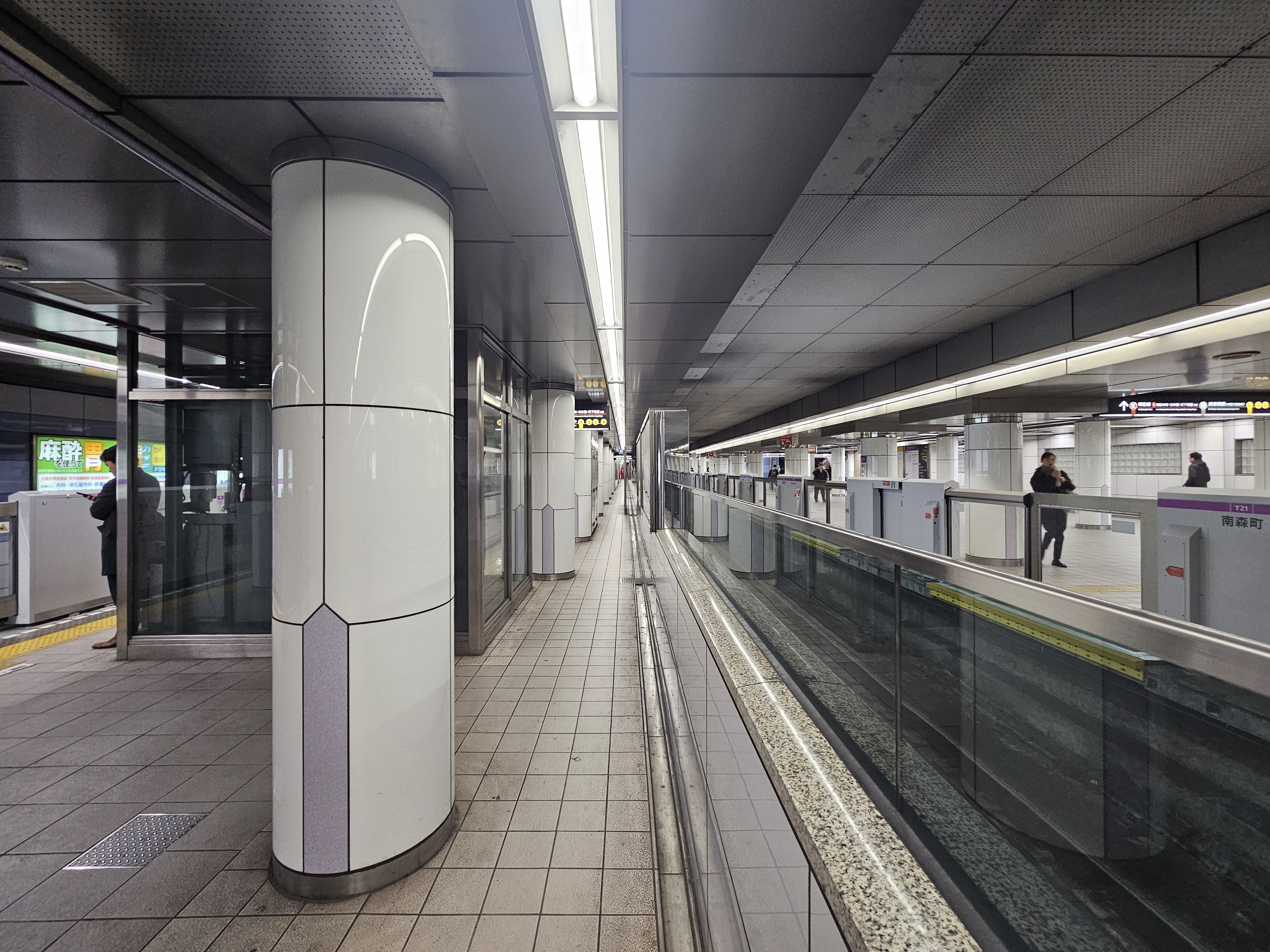
谷町線ホーム（2024年）
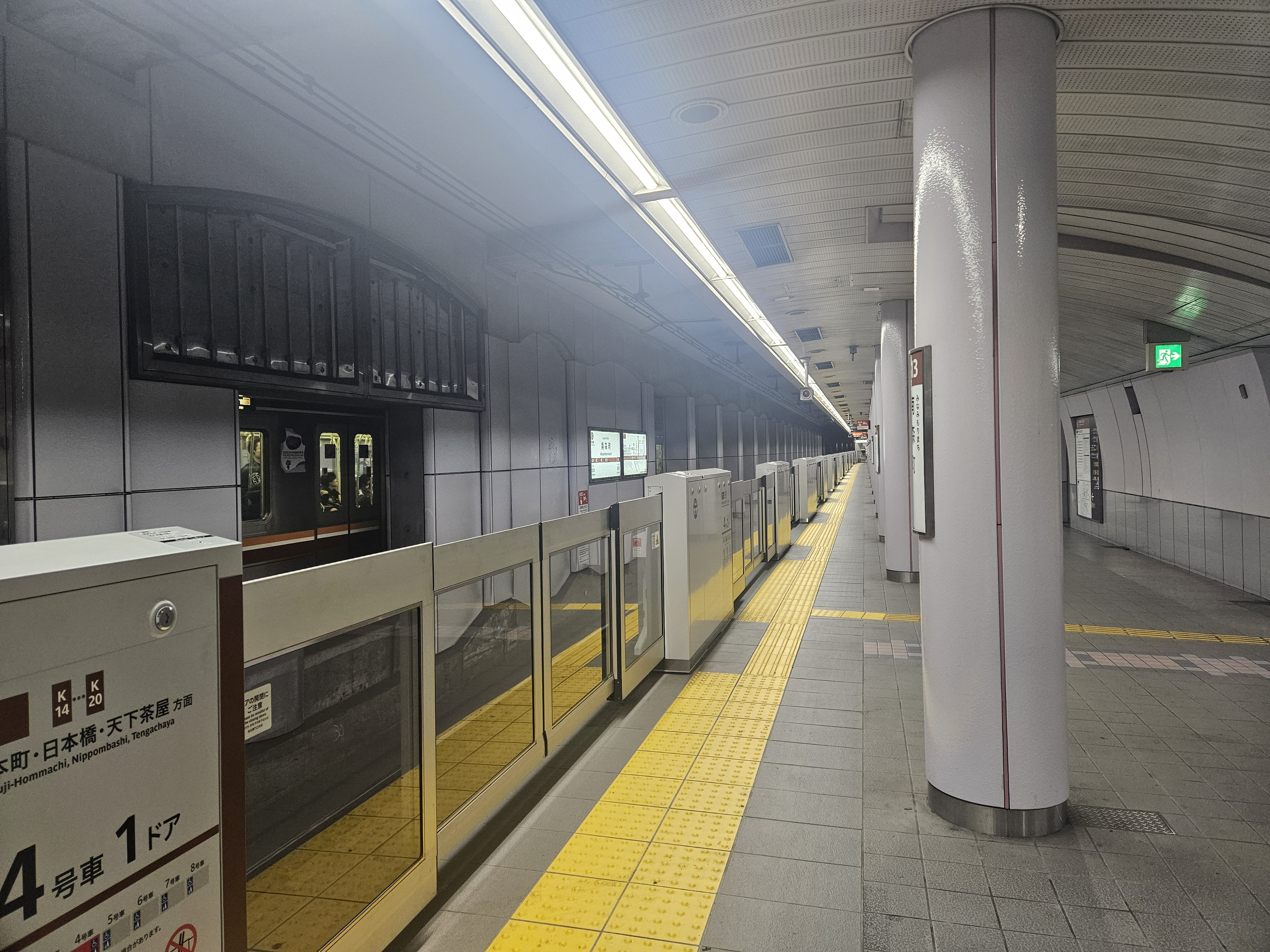
堺筋線ホーム（2024年）

### 出口
| 出口番号 | 出口周辺                                                 | 接続改札                   | 最寄りの路線               | 備考                       |
| -------- | -------------------------------------------------------- | -------------------------- | -------------------------- | -------------------------- |
| 1        | 住友銀行ビル連絡通路                                     | 西改札                     | 堺筋線 谷町線              |                            |
| 2        | トーコーシティホテル連絡通路・なにわ北府税事務所         | 西改札                     | 堺筋線 谷町線              |                            |
| 3        | 大和南森町ビル連絡通路                                   | 東改札                     | 堺筋線 谷町線              |                            |
| 4A       | JR東西線大阪天満宮駅連絡口・若杉センタービル本館連絡通路 | 東改札                     | 堺筋線 谷町線              |                            |
| 4B       | シティバスのりば                                         | 東改札                     | 堺筋線 谷町線              |                            |
| 5        |                                                          | 北東改札                   | 堺筋線                     |                            |
| 6        |                                                          | 北西改札                   | 堺筋線                     | エレベーターあり           |
| 7        | JR大阪天満宮駅の記事を参照                               | JR大阪天満宮駅の記事を参照 | JR大阪天満宮駅の記事を参照 | JR大阪天満宮駅の記事を参照 |
| 8        | JR大阪天満宮駅の記事を参照                               | JR大阪天満宮駅の記事を参照 | JR大阪天満宮駅の記事を参照 | JR大阪天満宮駅の記事を参照 |
| 9        | JR大阪天満宮駅の記事を参照                               | JR大阪天満宮駅の記事を参照 | JR大阪天満宮駅の記事を参照 | JR大阪天満宮駅の記事を参照 |

## 利用状況
2024年11月12日の1日乗降人員は81,658人（乗車人員：40,568人、降車人員：41,090人）である。Osaka Metroの全107駅中第14位である。谷町線が乗り入れる駅では天王寺駅・東梅田駅・谷町四丁目駅・天満橋駅に次ぐ第5位、堺筋線が乗り入れる駅では堺筋本町駅に次ぐ第2位である。天神祭が催される7月25日は特に混雑する。
各年度の特定日利用状況は下表の通り。なお1969・1995年度の記録については、それぞれ1970・1996年に行われた調査である（会計年度上、表中に記載の年度となる）。
1967・1968年度のデータは谷町線のみ。
| 年度               | 調査日   | 乗車人員 | 降車人員 | 乗降人員 | 出典          | 出典          |
| 年度               | 調査日   | 乗車人員 | 降車人員 | 乗降人員 | メトロ        | 大阪府        |
| ------------------ | -------- | -------- | -------- | -------- | ------------- | ------------- |
| 1967年（昭和42年） | 11月14日 | 8,018    | 9,387    | 17,405   |               | [ 大阪府 1 ]  |
| 1968年（昭和43年） | 11月12日 | 10,376   | 11,861   | 22,237   |               | [ 大阪府 2 ]  |
| 1969年（昭和44年） | 01月27日 | 17,429   | 20,681   | 38,110   |               | [ 大阪府 3 ]  |
| 1970年（昭和45年） | 11月06日 | 21,488   | 26,110   | 47,598   |               | [ 大阪府 4 ]  |
| 1972年（昭和47年） | 11月14日 | 27,581   | 30,015   | 57,796   |               | [ 大阪府 5 ]  |
| 1975年（昭和50年） | 11月07日 | 27,591   | 31,517   | 59,108   |               | [ 大阪府 6 ]  |
| 1977年（昭和52年） | 11月18日 | 27,259   | 31,051   | 58,310   |               | [ 大阪府 7 ]  |
| 1981年（昭和56年） | 11月10日 | 29,940   | 33,417   | 63,357   |               | [ 大阪府 8 ]  |
| 1985年（昭和60年） | 11月12日 | 30,575   | 33,439   | 64,014   |               | [ 大阪府 9 ]  |
| 1987年（昭和62年） | 11月10日 | 33,500   | 36,938   | 70,438   |               | [ 大阪府 10 ] |
| 1990年（平成02年） | 11月06日 | 36,796   | 39,469   | 76,265   |               | [ 大阪府 11 ] |
| 1995年（平成07年） | 02月15日 | 33,599   | 37,149   | 70,748   |               | [ 大阪府 12 ] |
| 1998年（平成10年） | 11月10日 | 38,183   | 40,713   | 78,896   |               | [ 大阪府 13 ] |
| 2007年（平成19年） | 11月13日 | 41,128   | 41,786   | 82,914   |               | [ 大阪府 14 ] |
| 2008年（平成20年） | 11月11日 | 40,734   | 41,040   | 81,774   |               | [ 大阪府 15 ] |
| 2009年（平成21年） | 11月10日 | 41,084   | 40,901   | 81,985   |               | [ 大阪府 16 ] |
| 2010年（平成22年） | 11月09日 | 38,203   | 38,813   | 76,516   |               | [ 大阪府 17 ] |
| 2011年（平成23年） | 11月08日 | 36,950   | 37,971   | 74,921   |               | [ 大阪府 18 ] |
| 2012年（平成24年） | 11月13日 | 38,046   | 38,849   | 76,895   |               | [ 大阪府 19 ] |
| 2013年（平成25年） | 11月19日 | 37,611   | 38,506   | 76,117   | [ メトロ 1 ]  | [ 大阪府 20 ] |
| 2014年（平成26年） | 11月11日 | 38,895   | 39,585   | 78,480   | [ メトロ 2 ]  | [ 大阪府 21 ] |
| 2015年（平成27年） | 11月17日 | 40,208   | 40,645   | 80,853   | [ メトロ 3 ]  | [ 大阪府 22 ] |
| 2016年（平成28年） | 11月08日 | 40,229   | 40,947   | 81,176   | [ メトロ 4 ]  | [ 大阪府 23 ] |
| 2017年（平成29年） | 11月14日 | 42,122   | 42,272   | 84,394   | [ メトロ 5 ]  | [ 大阪府 24 ] |
| 2018年（平成30年） | 11月13日 | 40,935   | 41,422   | 82,357   | [ メトロ 6 ]  | [ 大阪府 25 ] |
| 2019年（令和元年） | 11月12日 | 41,323   | 41,676   | 82,999   | [ メトロ 7 ]  | [ 大阪府 26 ] |
| 2020年（令和02年） | 11月10日 | 36,054   | 36,478   | 72,532   | [ メトロ 8 ]  | [ 大阪府 27 ] |
| 2021年（令和03年） | 11月16日 | 35,454   | 35,993   | 71,447   | [ メトロ 9 ]  | [ 大阪府 28 ] |
| 2022年（令和04年） | 11月15日 | 36,865   | 37,344   | 74,209   | [ メトロ 10 ] | [ 大阪府 29 ] |
| 2023年（令和05年） | 11月07日 | 39,226   | 39,296   | 78,522   | [ メトロ 11 ] | [ 大阪府 30 ] |
| 2024年（令和06年） | 11月12日 | 40,568   | 41,090   | 81,658   | [ メトロ 12 ] |               |

### 1998年度までの路線別データ
最新の路線別データである1998年調査によると、谷町線側の方がやや多いが堺筋線側との差は比較的小さい。1995年調査まではこの2路線の乗降人員にはやや差があったが、1997年のJR東西線開業で堺筋線側の利用者が大幅に増加し差が縮まっている。
また谷町線のみの乗降人員は東梅田駅・天満橋駅・天王寺駅・谷町九丁目駅・谷町四丁目駅に次ぐ6位、堺筋線のみの乗降人員は堺筋本町駅・北浜駅・日本橋駅・天下茶屋駅に次ぐ5位となっている。
| 年度               | 調査日   | 谷町線   | 谷町線   | 谷町線   | 堺筋線   | 堺筋線   | 堺筋線   | 出典          |
| 年度               | 調査日   | 乗車人員 | 降車人員 | 乗降人員 | 乗車人員 | 降車人員 | 乗降人員 | 出典          |
| ------------------ | -------- | -------- | -------- | -------- | -------- | -------- | -------- | ------------- |
| 1970年（昭和45年） | 11月06日 | 13,595   | 15,354   | 28,949   | 7,893    | 10,756   | 18,649   | [ 大阪府 4 ]  |
| 1972年（昭和47年） | 11月14日 | 17,990   | 18,453   | 36,443   | 9,591    | 11,562   | 21,153   | [ 大阪府 5 ]  |
| 1975年（昭和50年） | 11月07日 | 15,816   | 19,054   | 34,870   | 11,775   | 12,463   | 24,238   | [ 大阪府 6 ]  |
| 1977年（昭和52年） | 11月18日 | 15,595   | 18,601   | 34,196   | 11,664   | 12,450   | 24,114   | [ 大阪府 7 ]  |
| 1981年（昭和56年） | 11月10日 | 17,875   | 19,625   | 37,500   | 12,065   | 13,792   | 25,857   | [ 大阪府 8 ]  |
| 1985年（昭和60年） | 11月12日 | 18,416   | 19,955   | 38,371   | 12,159   | 13,484   | 25,643   | [ 大阪府 9 ]  |
| 1987年（昭和62年） | 11月10日 | 20,271   | 21,995   | 42,266   | 13,229   | 14,943   | 28,172   | [ 大阪府 10 ] |
| 1990年（平成02年） | 11月06日 | 22,943   | 24,165   | 47,108   | 13,853   | 15,304   | 29,157   | [ 大阪府 11 ] |
| 1995年（平成07年） | 02月15日 | 20,890   | 22,426   | 43,316   | 12,709   | 14,723   | 27,432   | [ 大阪府 12 ] |
| 1998年（平成10年） | 11月10日 | 20,016   | 20,944   | 40,960   | 18,167   | 19,769   | 37,936   | [ 大阪府 13 ] |

## 駅周辺
- 学校
  - 大阪市立堀川小学校
  - 関西経理専門学校
  - 大阪太成学院大学歯科衛生学院専門学校
  - 関西健康・製菓専門学校
  - 大阪市立扇町総合高等学校
  - 日本眼鏡技術専門学校
  - 代々木アニメーション学院大阪校
- 公共施設
  - 大阪府天満警察署
  - 大阪市北消防署南森町出張所
  - 大阪天神橋郵便局
  - 大阪府なにわ北府税務事務所
  - 大阪造幣局
  - 大阪地方裁判所
  - 大阪高等裁判所
  - 駐大阪韓国文化院
- 金融機関
  - 三井住友銀行南森町出張所(ATM)
  - りそな銀行南森町支店
- 宿泊施設
  - ホテルイルグランデ梅田
  - 東横イン 大阪梅田東
  - 帝国ホテル大阪
  - アパホテル 東梅田 南森町駅前
  - プレミアホテル-CABIN PRESIDENT-大阪
- 宗教施設
  - 大阪天満宮
  - 堀川戎神社
  - 真宗大谷派天満別院
  - 浄信寺
  - 浄教寺
  - 浄蓮寺
- その他
  - 天神橋筋商店街
  - KOHYO南森町店
  - 新晃工業大阪本社
  - FM802
    - FM COCOLO

  - 読売新聞大阪本社
  - 天満天神繁昌亭
  - 滝川公園
  - ECC総合教育機関 本部
  - 大阪アメニティパーク (OAP)
  - 南森町交差点
  - 国道1号（曽根崎通）
  - 大阪府道14号大阪高槻京都線（天神橋筋）
  - 大阪府道102号恵美須南森町線（天神橋筋）
  - 阪神高速12号守口線南森町出入口

なお、駅上の曽根崎通の歩道には、自転車置場が設置されている。

## バス路線
最寄りの停留所は、天神橋筋と国道1号線の南森町交差点付近にある「南森町」になる。以下の路線が乗り入れ、大阪シティバスにより運行されている。
- 36号系統：地下鉄門真南/大阪駅前

## 隣の駅
大阪市高速電気軌道 (Osaka Metro)
 谷町線
東梅田駅 (T20) - 南森町駅 (T21) - 天満橋駅 (T22)
 堺筋線
扇町駅 (K12) - 南森町駅 (K13) - 北浜駅 (K14)
- ( ) 内は路線と駅番号を示す。

### 記事本文

### 利用状況
1. ↑  路線別駅別乗降人員 - 大阪市高速電気軌道
2. 1 2  大阪府統計年鑑 - 大阪府
3. ↑  大阪市統計書 - 大阪市

#### 大阪市高速電気軌道
1. ↑  路線別乗降人員 （2013年11月19日（火）交通調査） (PDF)
2. ↑  路線別乗降人員 （2014年11月11日（火）交通調査） (PDF)
3. ↑  路線別乗降人員 （2015年11月17日（火）交通調査） (PDF)
4. ↑  路線別乗降人員 （2016年11月8日（火）交通調査） (PDF)
5. ↑  路線別乗降人員 （2017年11月14日（火）交通調査） (PDF)
6. ↑  路線別乗降人員 （2018年11月13日（火）交通調査） (PDF)
7. ↑  路線別乗降人員 （2019年11月12日（火）交通調査） (PDF)
8. ↑  路線別乗降人員 （2020年11月10日（火）交通調査） (PDF)
9. ↑  路線別乗降人員 （2021年11月16日（火）交通調査） (PDF)
10. ↑  路線別乗降人員 （2022年11月15日（火）交通調査） (PDF)
11. ↑  路線別乗降人員 （2023年11月7日（火）交通調査） (PDF)
12. ↑  路線別乗降人員 （2024年11月12日（火）交通調査） (PDF)

#### 大阪府統計年鑑
1. ↑  大阪府統計年鑑（昭和43年） (PDF)
2. ↑  大阪府統計年鑑（昭和44年） (PDF)
3. ↑  大阪府統計年鑑（昭和45年） (PDF)
4. 1 2  大阪府統計年鑑（昭和46年） (PDF)
5. 1 2  大阪府統計年鑑（昭和48年） (PDF)
6. 1 2  大阪府統計年鑑（昭和51年） (PDF)
7. 1 2  大阪府統計年鑑（昭和53年） (PDF)
8. 1 2  大阪府統計年鑑（昭和57年） (PDF)
9. 1 2  大阪府統計年鑑（昭和61年） (PDF)
10. 1 2  大阪府統計年鑑（昭和63年） (PDF)
11. 1 2  大阪府統計年鑑（平成3年） (PDF)
12. 1 2  大阪府統計年鑑（平成8年） (PDF)
13. 1 2  大阪府統計年鑑（平成11年） (PDF)
14. ↑  大阪府統計年鑑（平成20年） (PDF)
15. ↑  大阪府統計年鑑（平成21年） (PDF)
16. ↑  大阪府統計年鑑（平成22年） (PDF)
17. ↑  大阪府統計年鑑（平成23年） (PDF)
18. ↑  大阪府統計年鑑（平成24年） (PDF)
19. ↑  大阪府統計年鑑（平成25年） (PDF)
20. ↑  大阪府統計年鑑（平成26年） (PDF)
21. ↑  大阪府統計年鑑（平成27年） (PDF)
22. ↑  大阪府統計年鑑（平成28年） (PDF)
23. ↑  大阪府統計年鑑（平成29年） (PDF)
24. ↑  大阪府統計年鑑（平成30年） (PDF)
25. ↑  大阪府統計年鑑（令和元年） (PDF)
26. ↑  大阪府統計年鑑（令和2年） (PDF)
27. ↑  大阪府統計年鑑（令和3年） (PDF)
28. ↑  大阪府統計年鑑（令和4年） (PDF)
29. ↑  大阪府統計年鑑（令和5年） (PDF)
30. ↑  大阪府統計年鑑（令和6年） (PDF)